# Combat de Punitaqui
Guerre civile chilienne de 1891
Batailles
- Zapiga
- Alto Hospicio
- Punitaqui
- Pisagua
- Dolores
- Huara
- Pozo Almonte
- Calderilla (naval)
- Concón
- Placilla

Le combat de Punitaqui est livré le 24 janvier 1891 pendant la guerre civile chilienne de 1891. Une colonne gouvernementale sous les ordres du colonel Stephen inflige une défaite aux rebelles congressistes commandés par le commandant Légano, qui venaient de s'emparer du port de Coquimbo.

## Sources
- Agustin Toro Dávila, Sintesis historico militar de Chile, Editorial universitaria, Santiago, Chili, 1976,  (ISBN 8483402564) (OCLC 21338219)